# ساموئل کلت (بازیگر)
ساموئل کلت (متولد ۶ دسامبر، ۱۹۷۳) یک بازیگر پورنو آمریکایی است که در فیلم‌های پورنوگرافی همجنسگرایی و مجلات حضور دارد. او یک مدل منحصر به فرد برای استودیو فالکن است.
در شهر سیلم، اورگن متولد و بزرگ شد؛ سپس به سانفرانسیسکو نقل مکان کرد. او در مسابقات بدنسازی شرکت کرد و برنده چندین عنوان شد. ازجمله در مسابقات «مِستر پاورهوس» و «مِستر سانفرانسیسکو» همین‌طور در مسابقه بین‌المللی «مستر لیاتر» فینالیست شد. برای سالها در پشت صحنه صنعت بزرگسالان به عنوان مدیر سایت در شرکت هات هوس اینترتینمنت کار کرد. در سال ۲۰۰۹، او اولین بازی خود را به عنوان یک بازیگر پورنو در فیلم «درب سبز» برای موستانگ استودیو، که یک بخش از استودیو فالکون بود اجرا کرد؛ سپس قراردادی به عنوان مدل منحصر به فرد با این استودیو امضا کرد.
پس از برنده شدن عنوان «مرد سال» که توسط مجله آنزیپت به او اهدا شد، بیشتر به عنوان یک فاعل ظاهر می‌شد، به جز در برخی موارد که او به عنوان مفعول ظاهر شد. در سال ۲۰۱۰ او برنده جایزه گِرَبی به عنوان «بهترین تازه‌وارد» شد و سال بعد به عنوان «مرد سال» و «پرطرفدارترین در صحنه تقدیر» برای فیلم «موشک فاق»(Crotch Rocket) انتخاب شد.